# Stipa venusta
Stipa venusta är en gräsart som beskrevs av Rodolfo Amando Philippi. Stipa venusta ingår i släktet fjädergrässläktet, och familjen gräs. Inga underarter finns listade i Catalogue of Life.